# Битва під Коцьком
Битва при Коцьку — остання битва Польської кампанії Вермахту, що велася з 2 по 6 жовтня 1939 року між частинами польської Окремої оперативної групи «Полісся» генерала Францішека Клееберга та німецьких частин 14-го моторизованого корпусу генерала Густава фон Вітерсгайма.

## Перед боєм
Оперативна група «Полісся», яка була організоване в середині вересня з надлишку резервістів і добровольців, а також поліських частин, отримала завдання прикрити з півночі сили, зосереджені в східній частині Польщі. Другим завданням був захист Полісся. Після боїв з німецькою 2-ою піхотною дивізією під Кобринем, що точилися 16-18 вересня, група рушила в околиці Каменя-Каширського, звідки мала намір через Влодаву дістатися до обложеної Варшави. З огляду на капітуляцію столиці 28 вересня, командування групи вирішило захопити склади боєприпасів у Ставах біля Дембліна та вийти до Свентокшиських гір.
29 вересня група «Полісся» вирушила з району Влодави в напрямку Парчева та Міланова.
29 вересня німецька 13-та піхотна дивізія рушила на схід від Дембліна і 1 жовтня ввечері досягла району Пшиточно – Сточек – Харлеюв.

## Битва

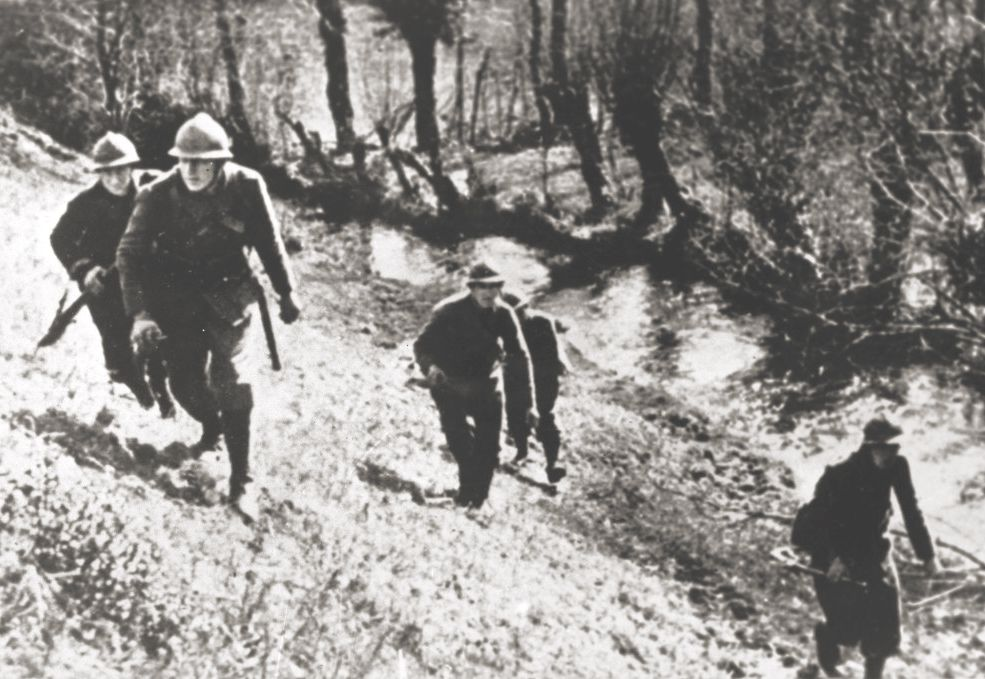
Польська кавалерія під час битви під Коцьком

2 жовтня вранці в районі Гордзежі та Серокомлі зайняла оборону кавалерійська бригада «Пліс», що входила до складу кавалерійської дивізії «Заза». Німецька бронетанкова розвідка в бік села Познань була відкинута артилерією бригади. Близько 10:00 розпочався наступ 13-ї піхотної дивізії по дорозі Коцьк – Серокомля, який був відбитий контратакою дивізіону під командуванням майора Корпальського з 5-го полку уланів. У наступній атаці німці вдарили в лівий фланг біля Серокомлі. 2-й полк уланів Гроховського контратакує з району Юзефува і разом з 5-м і 10-м полками перемагає, захопивши понад 200 полонених. Дивізія «Бжоза» вела бої в районі Коцька і Тальчина і наприкінці дня зуміла зламати опір німців і перейти в район Адамова. 29-та моторизована дивізія наступала з півночі від Желехова через Радориж до залізничної станції Кшивда.
3 жовтня командир дивізії «Заза» генерал Зигмунт Подгорський наказав Клеебергу провести наступальні дії силами «Заза» та 50 ІД. Згідно з цим планом, 178-й і 180-й піхотні полки мали наступати з Серокомлі і Тальчина під спільним командуванням підполковника Казімєжа Гожковського, у напрямку Харлеюва та Познані, а потім кавалерійська бригада Edward мала атакувати з напрямку села Юзефув у напрямку села Познань. Вранці план було введено в дію. Близько полудня почалася атака бригади «Едуард». 1-й полк кречовецьких уланів та 3-й мазовецький полк легкої кінноти спішно атакували через болотисту долину. Німецька артилерійська служба, розташована в селі Познань, була знищена, а потім почалась атака в напрямку центру села. Однак брак боєприпасів і крах атаки з фронту зупинили дії.
У момент ухвалення рішення про акцію під Тальчином і Коцьком генерал Клееберг уже знав про капітуляцію Варшави і що з оперативної точки зору проведення цих дій уже не мало великого значення. Цитований у бібліографії Аполоніуш Завільський вважає, що генерал прийняв таке рішення, щоб через зіткнення з ворогом підготувати своїх вояків до довготривалої боротьби з окупантом. Генерал відмовився від подальших атак. 50-та піхотна дивізія отримала наказ рухатися вночі в район Адамів – Бужець – Колонія Каролін, 60-та піхотна дивізія «Кобринь» була відведена в район лісів на південь від Гордзежків, бригада «Пліс» укомплектована у районі Чарна – Воля-Гуловська та бригада «Едвард» – Тужиство – Ліпіни – Грабув-Шляхецький із завданням убезпечити групу з півдня, Підляська кавалерійська бригада, до якої приєднався кавалерійський ескадрон KOP «Niewirków» захищали з півночі та заходу в районі Радорижа, а 3-й полк у бік Риків. Комюніке німецького верховного командування ввечері 3 жовтня повідомляє, що:
|  | ...13-та моторизована дивізія відбиває головними силами атаку польського об'єднання всіх видів зброї біля Коцька і на північний захід від нього. Бої ще не закінчені... |

4 жовтня німецькі війська просунулися до річки Буг. 13-та та 29-та моторизована дивізії отримали завдання знищити групу «Полісся» в районі Воля-Гуловська – Адамів – Кшивда. 13-та піхотна дивізія підійшла правим крилом до Адамова, а лівим атакувала БК «Пліс» в районі Воли-Гуловської. Внаслідок відходу двох піхотних батальйонів («Вільк» і «Олек») до Гуловського лісу, які входили до ДК «Заза», німецька атака дійшла до кладовища у Волі-Гуловській, яке німці перетворили на сильний пункт опори. До ночі кінноті не вдалося вибити ворога з цвинтаря, незважаючи на кілька атак. Піхотні батальйони не могли бути використані в бою через відсутність багнетів на гвинтівках. Атаку правого крила легко відбив 182-й піхотний полк підполковника Тарговського.
29-та піхотна дивізія пройшла до Желехова і підготувалася до наступу. У другій половині дня біля Волі-Окшейської кіннота 60-ї дивізії «Кобринь» відкинула бронетанковий наступ ворога і 3-й полк піхоти під командуванням підполковника Малисяка її остаточно знищив. Увечері генерал Клееберг наказав провести брифінг командирів великих підрозділів у місці своєї зупинки на залізничній станції Кшивда. Планом генерала в наступні дні було знову завдати удару по двом моторизованим дивізіям. На першому етапі він планував битися з фронту 13-ї піхотної дивізії в районі Адамова та Волі-Гуловської, а потім атакувати її ліве крило, зайти в тил і відкинути назустріч 50-ту піхотну дивізію «Бжоза». . Основне завдання по знищенню ворожої дивізії мала виконати 60-та піхотна дивізія «Кобринь», точніше її ар’єргард у складі 183-го піхотного полку та І/179 піхотного полку (під командуванням майора Бартули) БК «Едвард» під загальним командуванням підполковника Т. Шмігельського. Резерв мав вдарити в тил 13-ї піхотної дивізії через міста Недзвєдзь і Харлеюв. Після знищення 13-ї дивізії всіма силами СГО «Полісся» мало наступати на 29-ту піхотну дивізію, а можливо, на німецьке угруповання «Рики», що виникло під Риками.
5 жовтня у Варшаві перед Гітлером відбувся «парад перемоги». Тим часом близько 8:00 13-та піхотна дивізія пішла в атаку на ділянці від Адамова до Коножатки. Негайно, як і планувалося, 60-та піхотна дивізія викинула свій 184-й піхотний полк, підсиленим батареєю гаубиць, на цвинтар у Волі-Гуловській, а 182 полк під командуванням підполковника Тарговського, маючи також батарею гаубиць, підійшли до на Волю Ґуловську принесла успіх – було взято полонених та захоплено спорядження.

Після успіху у Волі-Гуловській почалась атака через село Нєдзвєдзь у напрямку лісу на південь від Будзіска. Водночас частина німецької13-ї піхотної дивізії відкидала дивізію піхоти «Бжоза» з Адамова на північний схід і флангувала дивізію «Пліс» зі сходу по дорозі Адамів — Гордзежка. Проте атака частини БК «Едвард» через Будзіско на Шарлеюв була цілком успішною. Кавалерійський ескадрон захопив село Познань. Полковник Адам Кеплер у телефонній розмові доповідав:
|  | Харлеюв взятий. Тепер ми в тилу ворога. Неприятель складає зброю i спорядження та в поспіху відступає. |

Доля бою вирішувалася в районі Волі-Гуловської. Після витіснення 50-ї піхотної дивізії «Бжоза» в лісову зону, в районі села Кшивда вийшла німецька атака 182 і 184 полків і польська контратака 183 полку біля села Гулув. У лісі поляки атакували багнетами, німці почали відступати. Генерал Пауль Отто, командир 13-ї піхотної дивізії, віддав наказ про відступ.
5 жовтня німецька 13-та моторизована дивізія була практично розгромлена. Проте водночас майор Став'ярський доповів про закінчення амуніції в оперативної групи: у польських солдатів залишалось всього 20 патронів; закінчились набої до рушниць та перев’язувальні матеріали.
У селі Гордзезька, в селянській хаті, зібралися деякі старші командири: генерал Ф. Клееберг, генерал Млот-Фіялковський, полковник А. Еплер. Командирів підрозділів, які ще воюють, не було. Генерал Кліберг вирішив здатися. З 19:30 мало діяти перемир'я, якого німці не дотримувалися. Вночі поляки знищили усю свою зброю, аби вона не дісталась ворогу. Прощаючись з полковником Еплером, Францішек Клееберг сказав:
|  | Нас нема в чому звинувачувати. Ми до кінця берегли солдатську честь. Колись, коли Вітчизна зажадає від нас пояснення, ми зможемо відповісти на будь-яке запитання... |

Генерал Подгорський з ДК «Заза» спочатку відмовився капітулювати і хотів прориватися на південь, але наступного ранку передумав. Рішення продовжувати боротьбу викликало велику тривогу серед німців.
6 жовтня до 1 години ночі тривала перестрілка між польськими та німецькими військами, близько 2 години ночі польські представники передали узгоджений текст акту капітуляції. Через короткий термін повноважень акт капітуляції мав підписати особисто генерал Клееберг в командирській ставці 13-ї моторизованої дивізії генерала Пауля Отто.

## Після битви

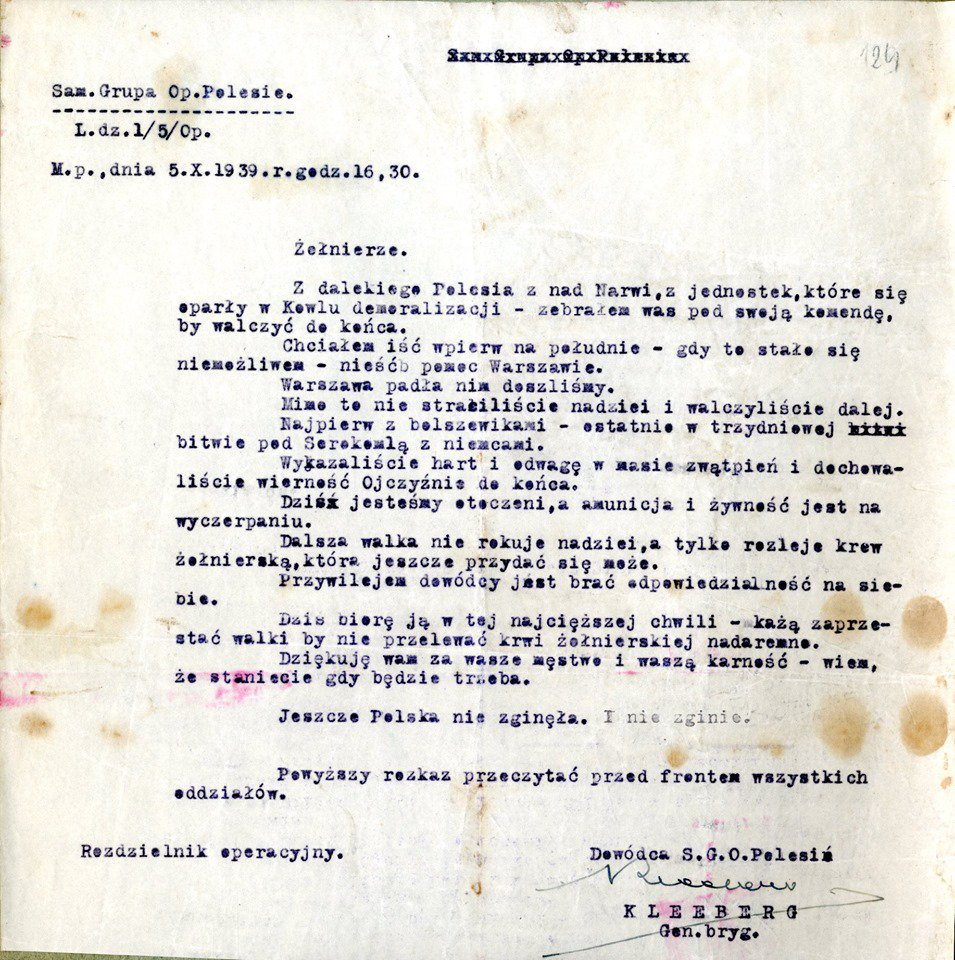
Останній наказ ген. Францішека Клееберга солдатам оперативної групи «‎Полісся» — оригінал

Вранці 6 жовтня генерал Ф. Клееберг провів останній парад. Перед тим, як відправитися на збірні пункти, бійці знищили та закопали озброєння та військову техніку. О 10:00 в селі Чарна почалася здача зброї. Перед складанням зброї було прочитано прощальний наказ Францішека Клееберга з минулого дня.
У другій половині дня колони роззброєного польського війська вирушили до переправ, які треба було перетнути о 16:00 Проте частина бійців, одягнених у цивільне, не пішла в полон, а ті вояки, які відмовилися скласти зброю, були схоплені німцями в лісах. З пересильного табору в Радомі втекли з полону і деякі вояки окремої оперативної групи «Полісся».

## Пам'ять про битву

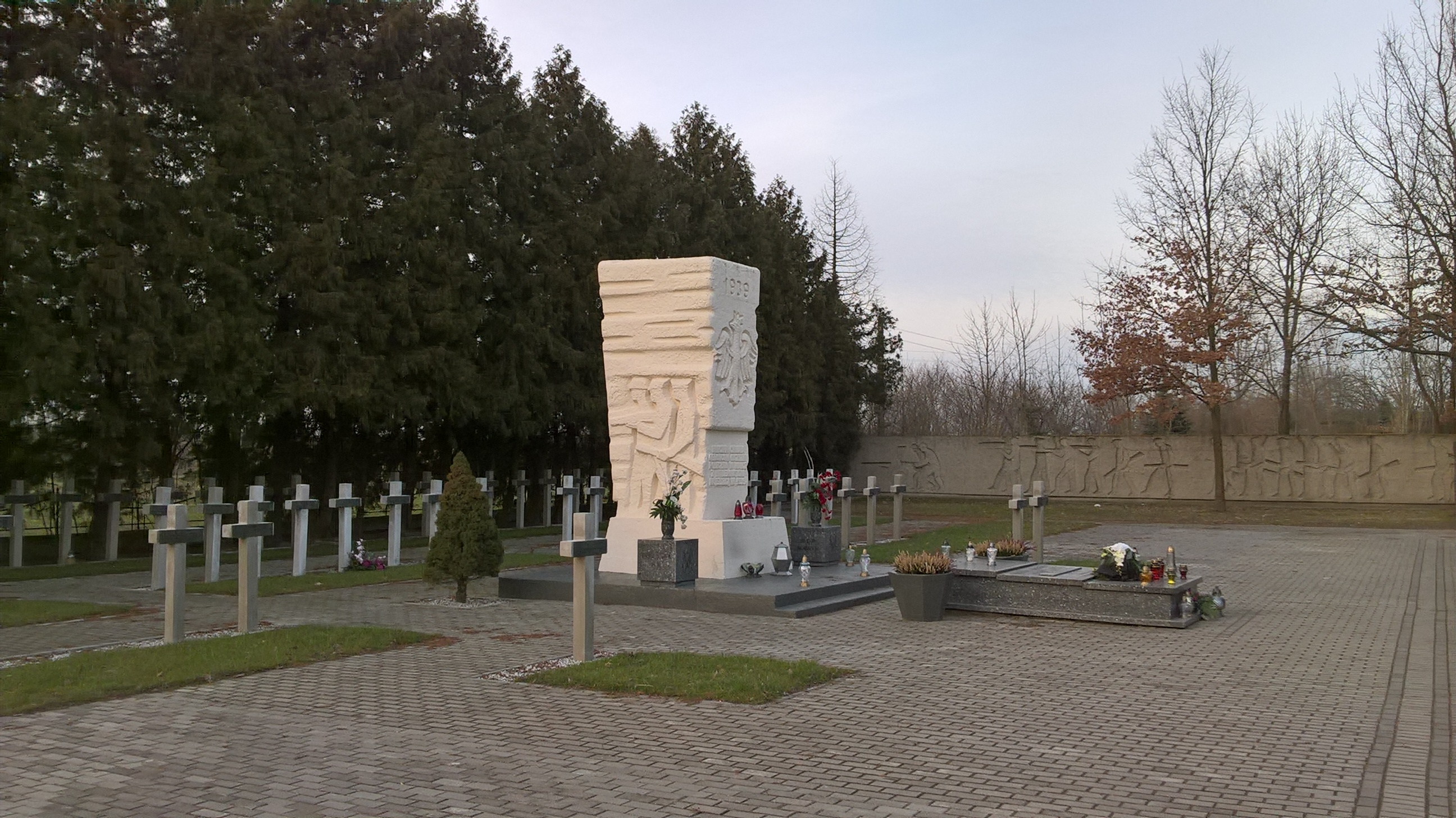
Військове кладовище з могилою Францішка Клееберга та вояків групи «Полісся» в Коцьку

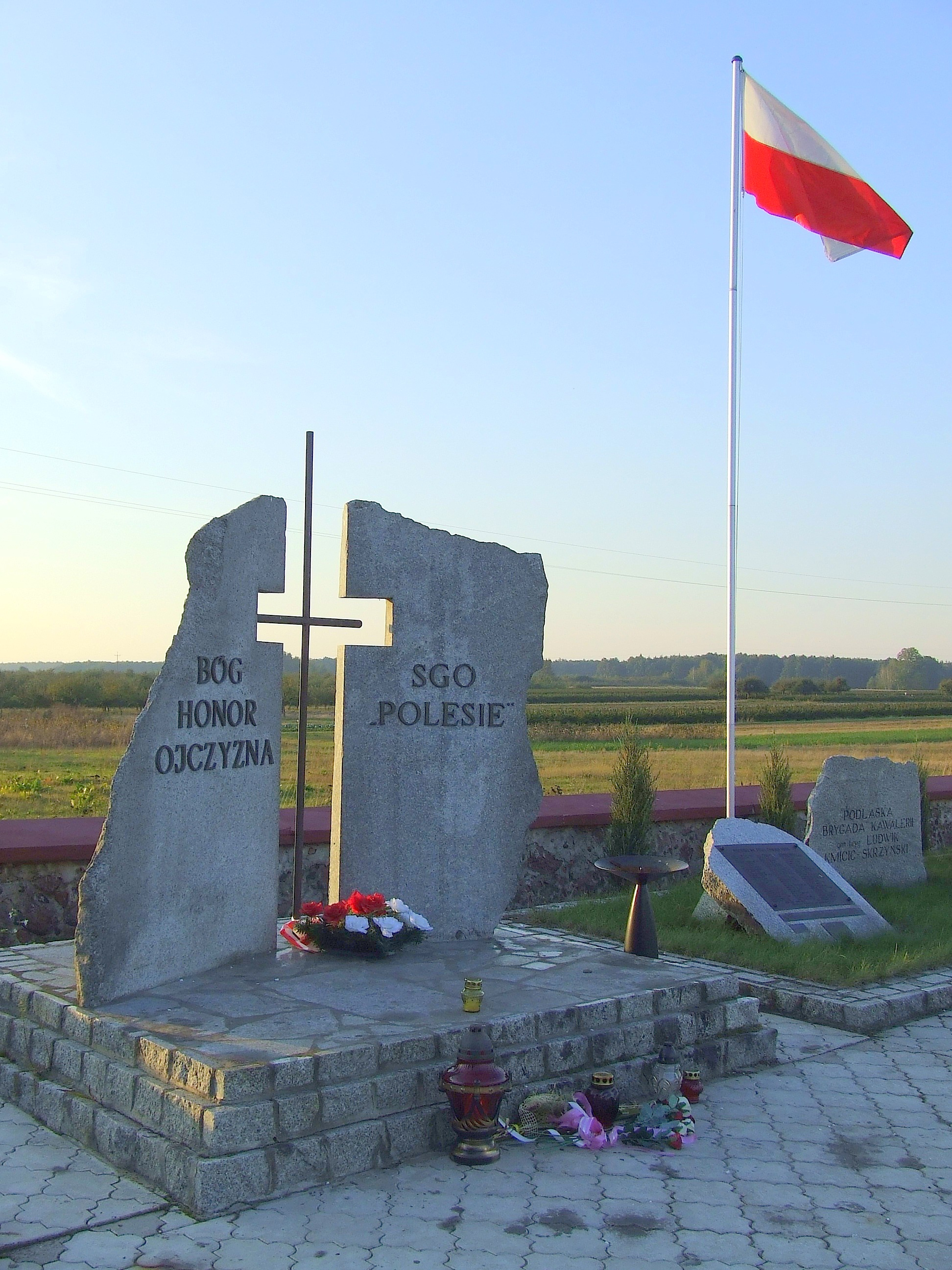
Цвинтар у Тужистві

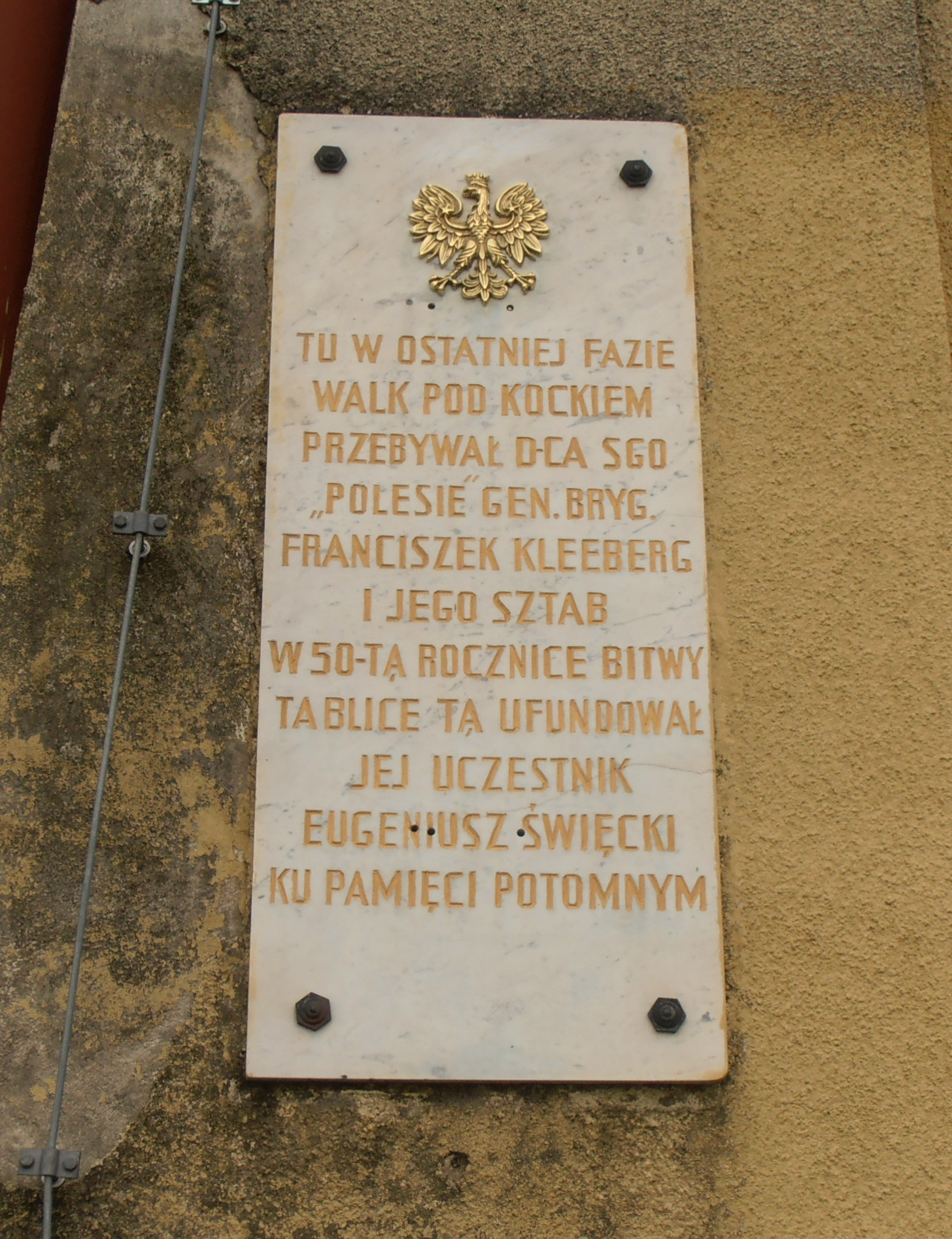
Табличка на будівлі вокзалу в Кшивді, де перебував штаб групи «Полісся»

На могилі Невідомого солдата у Варшаві пам’ять про битву польських вояків увіковічено на табличці «Коцьк 2 – 5 X 1939».
У Волі-Ґуловській до 50-ї річниці битви в 1989 році діє Музей бойового подвигу солдатів Клееберга. Серед експонатів – бойове озброєння, засоби зв’язку, які використовувалися під час бою, солдатська та офіцерська форма, фотографії та особисті пам’ятні речі воїнів, а також копії знамен.
На будівлі залізничного вокзалу в Кшивді встановлено табличку на згадку про перебування штабу.
Військовий цвинтар загиблих у бою воїнів і пам’ятник знаходяться в Коцьку, де також був похований Францішек Клееберг. Загиблих у боях біля Волі-Гуловської також поховали на цвинтарі в Тужистві. На парафіяльному кладовищі в Серокомлі спочивають 42 воїни, які полягли в боях під Серокомлею.
4 жовтня 2009 р. у Волі Гуловській відбулося офіційне святкування 70-ї річниці останнього бою оборонної війни 1939 р. за участю гуртків історичної реконструкції. Також 2011 року відбулася реконструкція бою 1–2 жовтня в Серокомлі.